# Whitney Rydbeck
Whitney Rydbeck (Los Angeles, 13 mars 1945 - Chatsworth (Los Angeles), 15 juillet 2024) est un acteur américain. 

## Filmographie

### Cinéma
- 2007 : The Oates' Valor
- 1986 : Vendredi 13, chapitre VI : Jason le mort-vivant
- 1979 : Le Vampire de ces dames

### Télévision
- 1989 - 1995 : Arabesque